# World Skate
A World Skate é o organismo regulador mundial para desportos sobre patins e skate, incluindo Inline Alpino, Inline Downhill Skating, Inline Freestyle, Hóquei em Patins, Hóquei em Linha, Patinagem de Velocidade, Patinagem Artística, Roller Derby, Roller Freestyle, Scooter e Skate. 
Foi criada em 2017 com a fusão da FIRS (Federação Internacional de Desportos sobre Patins) e do ISP (International Skateboarding Federation).
Divide-se em World Skate Europe, World Skate America, World Skate Africa, World Skate Asia e World Skate Oceania.
A entidade é responsável por estabelecer o ranking que define as vagas para os Jogos Olímpicos.
A entidade não prevê limite de idade nas suas competições, permitindo que crianças participem em competições contra adultos.